# ファイアフライ・エアロスペース
ファイアフライ・エアロスペース (Firefly Aerospace) は、2014年に創業されたアメリカのテキサス州シーダーパークを拠点とする航空宇宙企業。2022年現在、小型ロケットのファイアフライ・アルファを運用している。

## 概要
2014年にファイアフライ・スペース・システムズ (Firefly Space Systems) として設立。当初は拡張性の高いエアロスパイクエンジンに、炭素繊維複合材製の機体、加圧供給式のエンジンという特徴的な構成のロケットを開発していた。しかしロケットを打ち上げないまま2017年3月に一度破産しており、ウクライナを拠点とする実業家のマックス・ポリアコフの元で現在のファイアフライ・エアロスペースに改名して再建された。
その後はエンジンを一般的な仕組みに戻す一方でペイロードを増強するなど現行のファイアフライ・アルファへと設計を見直して開発を再開。米政府による規制から資本は2022年2月にAE Industrial Partnersに売却されたが、同年10月1日の2度目の打ち上げで初めて衛星の軌道投入に成功した。
自前のロケット開発の他、月着陸船ブルーゴーストの開発や、ノースロップ・グラマンのアンタレス330ロケットの1段目の開発も手掛けている。

## ロケット

### ファイアフライ・アルファ

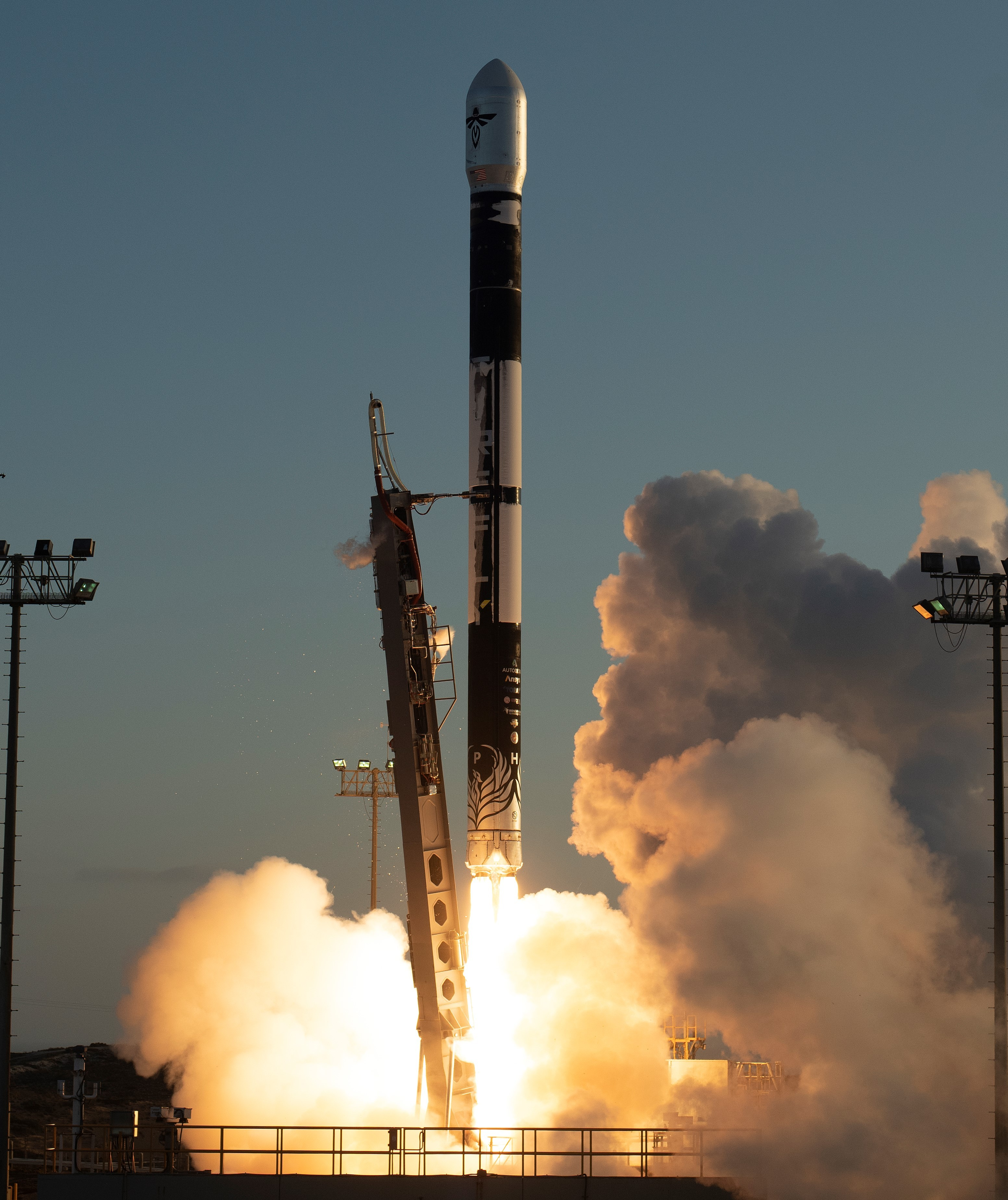
ファイアフライ・アルファ1号機

ファイアフライ・アルファは、全長29.48m、直径1.8mの二段式の小型ロケットである。1段目にリーヴァー1エンジンを4基、2段目にライトニング1エンジンを1基搭載しており、推進剤には上下段ともケロシン (RP-1) と液体酸素 (LOX) を使用する。低軌道に1,170kg、太陽同期軌道に745kgの打ち上げ能力を持つ。価格は1機1500万ドルを予定している。
初打ち上げは2021年9月に行われたが、1段目のトラブルで失敗。2022年10月の二度目の打ち上げで、初めて軌道投入を果たした（ただし予定していた軌道からは逸脱）。
2024年2月1日、アルファの即応打ち上げを標準化すると発表した。

### medium launch vehicle (MLV)
MLVは、ノースロップ・グラマンと2025年中の打ち上げを目指し共同開発している、全長55.7m、フェアリングの直径5.2mの二段式の大型ロケットである。1段目にミランダエンジンを7基、2段目にミランダ・バキュームエンジンを1基搭載し、推進剤には上下段ともケロシン (RP-1) と液体酸素 (LOX) を使用する。低軌道に16,000kgの打ち上げ能力を持つ予定。

## エンジン

### ミランダ
ミランダは、ノースロップ・グラマンのアンタレス330に加えて、今後のMLVロケットの第1段で使用するために設計された次世代ロケットエンジンである。ミランダの推力は1,023kN、ISPは305秒。ミランダは、Fireflyのリーバーエンジンとライトニングエンジン、および燃焼タップオフサイクルと同じRP-1およびLOX推進剤を使用する。
ミランダは以前は「リーヴァー2」として知られていた。

#### ミランダ・バキューム
ミランダ・バキュームは、MLVロケットの上段用に設計された真空最適化バージョンである。真空推力は890kN、ISPは328秒で、推進剤としてRP-1とLOXを使用する。複数の上段の燃焼を必要とするミッションでは、再点灯可能である。

## 月着陸機

### ブルーゴースト
ブルーゴーストはファイアフライ・エアロスペースがNASAの商業月面輸送サービス向けに開発した月着陸機である。最初のミッションゴースト・ライダーズ・イン・ザ・スカイは2025年1月に打ち上げられ、同年3月2日に民間企業としては2例目となる月面着陸に成功した。